# A Blaze in the Northern Sky
A Blaze in the Northern Sky (с англ. — «Пламя в Северном небе») — второй студийный альбом норвежской блэк-метал-группы Darkthrone. Является первой записью группы в стиле блэк-метал и считается классикой в этом жанре. Это первый альбом из так называемой «Нечестивой Троицы» (с англ. — «Unholy Trinity») — альбомов A Blaze in the Northern Sky, Under a Funeral Moon (1993 г.) и Transilvanian Hunger (1994 г.). Последний альбом, записанный с участием басиста Дага Нильсена.

## Об альбоме
Первый альбом Darkthrone, Soulside Journey 1991 года, был выпущен в стиле шведского дэт-метала. После записи Soulside Journey группа начала писать песни с большим количеством черт блэк-метала, в итоге записав инструментальную демо-версию альбома Goatlord, который будет выпущен в качестве полноформатного релиза в 1996 году.
После записи Goatlord трое участников группы — Фенриз, Ноктюрно Культо и Зефирус — решили, что хотят сосредоточиться на создании блэк-метал музыки. Басисту Дагу Нильсену не понравился этот сдвиг в направлении, и он покинул группу. Тем не менее, он согласился записать свои басовые партии для альбома в качестве сессионного участника. A Blaze in the Northern Sky был записан в августе 1991 года в студии Creative в Колботне; той же студии, где группа Mayhem записали свой влиятельный мини-альбом Deathcrush. В интервью Фенриз сказал, что альбом был несколько «поспешным» и что во многих песнях «гитарные риффы дэт-метала» исполнены в «стиле блэк-метал».
Из-за внезапного перехода Darkthrone с дэт-метала на блэк-метал, лейбл Peaceville не захотел выпускать альбом в том виде, в каком он был. Шокированный лейбл ожидал, что группа продолжит записывать дэт-метал в духе Soulside Journey. Peaceville согласились выпустить альбом только в том случае, если они смогут сделать ремикс, заявив, что звук был «слишком слабым». Затем группа пригрозила выпустить его через Deathlike Silence Productions, лейбл звукозаписи, принадлежащий Эйстейну «Евронимусу» Ошету из Mayhem (которому посвящён альбом). Тем не менее, Peaceville в конце концов согласился выпустить альбом в том виде, в каком он был записан.
Человек, которого можно видеть на обложке альбома — это гитарист Зефирус. В 2003 году альбом был переиздан, а в качестве бонуса было добавлено видео-интервью с группой. В 2007 году ремастер-версия альбома была переиздана лейблом Black Metal Attack Records для Южной Африки. Первая композиция альбома под названием Kathaarian Life Cod была использована в последней сцене фильм 2002 года Демон-любовник. Первое издание (1992 год) диска было выпущено в количестве 2000 экземпляров, а сам диск был белого цвета, второе издание (1992 г.)[прояснить] было издано в виде чёрного диска.

## Приём критиков
| Оценки критиков | Оценки критиков |
| Источник        | Оценка          |
| --------------- | --------------- |
| AllMusic        | [ 5 ]           |
| Pitchfork       | 9.2/10          |
| Sputnikmusic    | [ 10 ]          |
| metal.de        | [ 11 ]          |

В своём ретроспективном обзоре альбома рецензент Эдуардо Ривадавия из AllMusic дал максимальную оценку альбому, назвав его «классикой, чьи почти неопровержимые стандарты lo-fi оживили бы всю разновидность блэк-метала». Рецензент Valefor из Metal Reviews написал, что он «станет воплощением настоящего Блэк-метала […] сырая продукция, простые риффы, без цвета на обложках альбомов… просто чистое замороженное зло». Ченнинг Фримен из Sputnikmusic назвал альбом «триумфальным», со сбалансированным сочетанием «замороженной продукции и гортанных криков» и «чувства общности».
В 2009 году IGN включил Blaze in the Northern Sky в свой список «10 великих альбомов блэк-метала», в то время как статья 2007 года в журнале Decibel назвала его «первым по-настоящему блэк-дэт-металлическим альбомом». Kerrang! назвал это «тёмным водоразделом для жанра блэк-метал», а песню «In the Shadow of the Horns» — «семью минутами дерзкого производства lo-fi, отмороженной цели и простоты тупой силы».

## Список композиций
Все тексты написаны Фенризом, вся музыка написана группой Darkthrone.
| №                   | Название                      | Длительность |
| ------------------- | ----------------------------- | ------------ |
| 1.                  | «Kathaarian Life Code»        | 10:39        |
| 2.                  | «In the Shadow of the Horns»  | 7:01         |
| 3.                  | «Paragon Belial»              | 5:24         |
| 4.                  | «Where Cold Winds Blow»       | 7:26         |
| 5.                  | «A Blaze in the Northern Sky» | 4:57         |
| 6.                  | «The Pagan Winter»            | 6:35         |
| Общая длительность: | Общая длительность:           | 42:02        |

## Участники записи
- Fenriz — ударные
- Nocturno Culto — вокал и гитара
- Zephyrous — гитара
- Даг Нильсен — сессионный бас